# Let's Get to...The Videos
Let's Get to...The Videos VHS je australske pjevačice Kylie Minogue. Objavljen je nakon njenog albuma Let's Get to It. Na njemu su 4 spota za pjesme s albuma Rhythm of Love, dva spota za pjesme s albuma Let's Get to It te materijal snimljen iza pozornice.

## Popis pjesama
1. "Better the Devil You Know"
2. "Step Back in Time"
3. "What Do I Have to Do?"
4. "Shocked"
5. "Word Is Out"
6. "If You Were With Me Now"
7. Iza pozornice

## Formati
| Format             | Država                 | Kat. br. | Izdavač  |
| ------------------ | ---------------------- | -------- | -------- |
| UK VHS             | Ujedinjeno Kraljevstvo | VHF21    | PWL      |
| Japanski Laserdisk | Japan                  | ALLB-18  | PWL      |
| Japanski VHS       | Japan                  | ALVB-18  | PWL      |
| OZ VHS             | Australija             | V81192   | Mushroom |